# Hrabstwo Caldwell (Kentucky)
Caldwell – hrabstwo w stanie Kentucky w USA. Siedzibą hrabstwa jest Princeton. Zostało ono ustanowione w 1809 roku.

## Miasta
- Princeton
- Fredonia